# Austin-Emile Burke
Austin-Emile Burke (* 22. Januar  1922 in Sluice Point; † 12. August 2011 in Halifax) war ein kanadischer Geistlicher und römisch-katholischer Erzbischof von Halifax.

## Leben
Austin-Emile Burke empfing am 25. März 1950 die Priesterweihe für das Erzbistum Halifax.
Papst Paul VI. ernannte ihn am 1. Februar 1968 zum Bischof von Yarmouth. Der Apostolische Delegat in Kanada, Emanuele Clarizio, spendete ihm am 14. Mai 1968 die Bischofsweihe in der St. Mary’s Basilica in Halifax; Mitkonsekratoren waren James Martin Hayes, Erzbischof von Halifax, und Alfred Bertram Leverman, Bischof von Saint John, New Brunswick. 
Am 8. Juli 1991 wurde er zum Erzbischof von Halifax ernannt und am 19. September desselben Jahres ins Amt eingeführt. Er war als Vertreter der kanadischen Bischofskonferenz Beobachter bei den ersten Wahlen in Südafrika im Jahr 1994 nach dem Ende der Apartheid.
Am 13. Januar 1998 nahm Papst Johannes Paul II. sein altersbedingtes Rücktrittsgesuch an.